# إيمي ماكان (لاعبة كرة قاعدة)
إيمي ماكان (بالإنجليزية: Amy McCann)‏ هي لاعب كرة قاعدة أسترالية، ولدت في 19 ديسمبر 1978 في North Sydney ‏ في أستراليا.